# اندی آرمیتاژ (بازیکن فوتبال)
اندی آرمیتاژ (انگلیسی: Andy Armitage؛ زادهٔ ۱۷ اکتبر ۱۹۶۸) بازیکن فوتبال است.